# The Residence
The Residence é uma série de televisão americana de mistério e drama criada por Paul William Davies para a Netflix. Inspirada em The Residence: Inside the Private World of the White House, de Kate Andersen Brower, a série gira em torno de um escândalo fictício de assassinato envolvendo a equipe da Casa Branca.  Produzida pela Shondaland, a série foi lançada em 20 de março de 2025.

## Premissa
Situada no "andar de cima, no andar de baixo e nos fundos" da Casa Branca, Cordelia Cupp, uma detetive excêntrica, chega ao local para resolver um assassinato que aconteceu durante um jantar de estado. Durante a investigação, conflitos interpessoais entre 157 funcionários da residência começam a se desdobrar.

## Elenco
- Uzo Aduba como Cordelia Cupp
- Giancarlo Esposito como A. B. Wynter
- Susan Kelechi Watson como Jasmine Haney
- Jason Lee como Tripp Morgan
- Ken Marino como Harry Hollinger
- Edwina Findley como Sheila Cannon
- Randall Park como Edwin Park
- Molly Griggs como Lilly Schumacher
- Al Mitchell como Rollie Bridgewater
- Dan Perrault como Colin Trask
- Spencer Garrett como Wally Glick
- Bronson Pinchot como Didier Gotthard
- Isiah Whitlock Jr. como Larry Dokes
- Mary Wiseman como Marvella
- Matt Oberg como Nick Simms
- E. L. Losada como St. Pierre
- Alexandra Siegel como Valentina Motta
- Ryan Farrell como Lorenzo Motta
- Barrett Foa como Elliot Morgan
- Al Franken como Aaron Filkins
- Julian McMahon como Stephen Roos
- Kylie Minogue como ela mesma
- Jane Curtin como Nan Cox
- James Babson como Daryl Armogeda
- Eliza Coupe como Margery Bay Bix
- Izzy Diaz como Eddie Gomez
- Paul Fitzgerald como Perry Morgan
- Roslyn Gentle como Rachel Middlekauff
- Chris Grace como Duane Ladage
- Juliette Jeffers como Angie Huggins
- Sumalee Montano como Dana Hammond
- Brett Tucker como David Rylance
- Nathan Lovejoy como Alden Tamridge
- Julieth Restrepo como Elsyie Chayle
- Mel Rodriguez como Bruce Geller
- Rebecca Field como Emily Mackil

## Produção

### Desenvolvimento
Em 20 de julho de 2018, a Netflix anunciou The Residence como parte de um acordo de nove dígitos entre o streamer e Shondaland, com ambos adquirindo os direitos para adaptar o livro de não ficção The Residence: Inside the Private World of the White House, escrito por Kate Andersen Brower.
Em 7 de março de 2022, foi revelado que The Residence consistiria em episódios de oito horas com Paul William Davies, escritor de Scandal e criador de For the People, atuando como produtor executivo e showrunner da série como parte de seu acordo geral com a Netflix. Shonda Rhimes e Betsy Beers de Shondaland também se juntariam a Davies como produtoras executivas.
Em 27 de fevereiro de 2023, Liza Johnson foi anunciada como diretora dos primeiros quatro episódios.

### Seleção de elenco
Em 1º de fevereiro de 2023, Uzo Aduba foi anunciada como o personagem principal da série. Mais uma parte do elenco foi revelado em 27 de fevereiro de 2023, com Andre Braugher, Susan Kelechi Watson, Ken Marino, Jason Lee, Bronson Pinchot, Isiah Whitlock Jr., Edwina Findley, Molly Griggs, Al Mitchell, Dan Perrault e Mary Wiseman se juntando a Aduba em papéis coadjuvantes. Em 7 de março de 2023, Randall Park e Spencer Garrett foram anunciados no elenco em um papel principal e recorrente, respectivamente. No dia seguinte, mais quatro membros do elenco foram anunciados, que consistem em E.L. Losada, Matt Oberg, Ryan Farrell e Alexandra Siegel. Em 30 de março de 2023, Barrett Foa se juntou ao elenco principal em uma capacidade recorrente. O elenco adicional foi anunciado em 14 de abril de 2023, incluindo Kylie Minogue interpretando a si mesma, Jane Curtin, James Babson, Eliza Coupe, Izzy Diaz, Paul Fitzgerald, Roslyn Gentle, Chris Grace, Juliette Jeffers, Sumalee Montano, Brett Tucker, Nathan Lovejoy, Julieth Restrepo, Mel Rodriguez e Rebecca Field.

### Filmagens
Em 18 de julho de 2022, foi revelado que a série recebeu créditos fiscais do California Film Office no valor de US$ 13,95 milhões. A produção da série foi suspensa pelas disputas trabalhistas de Hollywood de 2023 depois que quatro dos oito episódios encomendados foram filmados. Esperava-se que a série retomasse a produção em 2 de janeiro de 2024. Andre Braugher morreu em 11 de dezembro de 2023. Em fevereiro de 2024, foi anunciado que a produção havia sido retomada e Giancarlo Esposito havia assumido o papel de Braugher.

## Lançamento
The Residence foi lançada na Netflix em 20 de março de 2025.